# Koszczeniki
Koszczeniki (biał. Кашчэнікі, ros. Кощеники) – wieś na Białorusi w rejonie kamienieckim obwodu brzeskiego, w sielsowiecie Bieławieżski.

## Historia
W XIX w. wieś znajdowała się w zaborze rosyjskim, w guberni grodzieńskiej, w powiecie brzeskim, w wołości Wojska.
W 1899 roku miejscowość należała do parafii w Cerkiewnikach.
W okresie międzywojennym Koszczeniki należały do gminy Wojska, a po 1928 r. do gminy Ratajczyce; obie w powiecie brzeskim województwa poleskiego II Rzeczypospolitej. 
Po agresji ZSRR na Polskę Koszczeniki znalazły się w BSRR.
Od 1991 r. – w niepodległej Białorusi.